# Irische Cricket-Nationalmannschaft in den West Indies in der Saison 2021/22
Die Tour der irischen Cricket-Nationalmannschaft in die West Indies in der Saison 2021/22 findet vom 8. bis zum 16. Januar 2022 statt. Die internationale Cricket-Tour ist Bestandteil der Internationalen Cricket-Saison 2021/22 und umfasst drei One-Day Internationals. Die ODIs sind Teil der ICC Cricket World Cup Super League 2020–2023. Irland gewann die Serie 2–1.

## Vorgeschichte
Die West Indies bestritten zuvor eine Tour in Pakistan, Irland in den Vereinigten Staaten. Auf beiden Touren mussten die ODI-Serien jeweils auf Grund von SARS-CoV-2-Infektionen abgesagt werden. Das letzte Aufeinandertreffen der beiden Mannschaften bei einer Tour fand in der Saison 2019/20 in den West Indies statt.

## Stadion
Das folgende Stadion wurde für die Tour als Austragungsort vorgesehen und wurde am 5. Dezember 2021 bekanntgegeben.
| Stadt    | Land    | Stadion     | Kapazität | Spiele              |
| -------- | ------- | ----------- | --------- | ------------------- |
| Kingston | Jamaika | Sabina Park | 20.000    | 1. – 3. ODI; 1. T20 |

## Kaderlisten
Irland benannte seine Kader am 25. November 2021.
Die West Indies benannten ihre Kader am 31. Dezember 2021.
| ODI | ODI | Twenty20 | Twenty20 |
| West Indies | Irland | West Indies | Irland |
| --- | --- | --- | --- |
| - Kieron Pollard (K) - Shai Hope (VK) - Shamarh Brooks - Roston Chase - Justin Greaves - Jason Holder - Akeal Hosein - Alzarri Joseph - Gudakesh Motie - Nicholas Pooran (wk) - Jayden Seales - Romario Shepherd - Odean Smith - Devon Thomas | - Andrew Balbirnie (K) - Paul Stirling (K) - Mark Adair - Curtis Campher - Gareth Delany - George Dockrell - Josh Little - Andy McBrine - Barry McCarthy - William Porterfield - Neil Rock - Simi Singh - Harry Tector - Lorcan Tucker (wk) - Ben White - Craig Young | - Kieron Pollard (K) - Nicholas Pooran (VK) - Roston Chase - Sheldon Cottrell - Dominic Drakes - Shai Hope - Akeal Hosein - Jason Holder - Brandon King - Kyle Mayers - Rovman Powell - Romario Shepherd - Odean Smith - Hayden Walsh Jr. | - Andrew Balbirnie (K) - Mark Adair - Curtis Campher - Gareth Delany - George Dockrell - Shane Getkate - Josh Little - Barry McCarthy - William McClintock - Neil Rock - Simi Singh - Paul Stirling - Lorcan Tucker - Ben White - Craig Young |

## Tour Match
| 5. Januar Scorecard | Kingston | Irland 234 (48.3)             | – | Jamaika 235-5 (38.4) |
|                     |          | Jamaika gewinnt mit 5 Wickets |   |                      |

## One-Day Internationals

### Erstes ODI in Kingston
| 8. Januar Scorecard | Kingston | West Indies 269 (48.5)          | – | Irland |
|                     |          | West Indies gewinnt mit 24 Runs |   |        |

Irland gewann den Münzwurf und entschied sich als Feldmannschaft zu beginnen. Für die West Indies konnte Eröffnungs-Batter Shai Hope  mit dem dritten Schlagmann Nicholas Pooran eine erste Partnerschaft über 44 Runs aufbauen. Nach 13 Runs verlor Pooran und kurz darauf auch Shai nach 29 Runs sein Wicket. Für sie kam Shamarh Brooks aufs Feld, der mit Kapitän Kieron Pollard eine Partnerschaft über 155 Runs erzielen konnte. Pollard schied nach einem Half-Century über 69 Runs aus und Brooks nach 93 Runs. Von den verbliebenen Battern konnte Odean Smith mit 18 Runs die meisten Runs erzielen, der zwei Over vor Schluss das letzte Wicket verlor. Beste Bowler für Irland waren Mark Adair mit 3 Wickets für 38 Runs und Craig Young mit 3 Wickets für 56 Runs. Nachdem Irland früh ein Wicket verloren hatte, waren es Eröffnungs-Batter Andrew Balbirnie und Andy McBrine die eine Partnerschaft über 61* Runs aufbauten. Nach 34 Runs musste McBrine das Feld verletzt verlassen und wurde durch Harry Tector ersetzt. Zusammen erzielten Balbirnie und Tector eine Partnerschaft über 103 Runs. Balbirnie verlor sein Wicket nach einem Fifty über 71 Runs und Tector kurz darauf nach 53 Runs. Von den verbliebenen Battern waren es George Dockrell mit 30 Runs und Mark Adair mit 21* Runs die die meisten Runs erzielten, was jedoch nicht ausreichte, um die Vorgabe der West Indies einzuholen. Beste Bowler für die West Indies waren Romario Shepherd mit 3 Wickets für 50 Runs und Alzarri Joseph mit 3 Wickets für 55 Runs. Als Spieler des Spiels wurde Shamarh Brooks ausgezeichnet.
Nachdem es in der Folge zu drei positiven SARS-CoV-2-Infektionen im Umfeld des irischen Teams gekommen war, wurde das zweite ODI verschoben und das geplante Twenty20 abgesagt.

### Zweites ODI in Kingston
| 13. Januar Scorecard | Kingston | West Indies 229 (48)                      | – | Irland 168-5 (32.6/36) |
|                      |          | Irland gewinnt mit 5 Wickets (D/L method) |   |                        |

Irland gewann den Münzwurf und entschied sich als Feldmannschaft zu beginnen. Für die West Indies konnte Eröffnungs-Batter Shai Hope zunächst 17 Runs erzielen. Erster Spieler, der sich etablieren konnte, war Shamarh Brooks der 43 Runs bis zu seinem Ausscheiden erreichte. Ihm folgte eine Partnerschaft zwischen Romario Shepherd und Odean Smith über 58 Runs. Smith erzielte 46 Runs, bevor Shepherd das letzte Wicket des Innings nach einem Half-Century über 50 Runs verlor. Beste Bowler für Irland waren Andy McBrine mit 4 Wickets für 36 Runs und Craig Young mit 3 Wickets für 42 Runs. Irland begann mit William Porterfield und Kapitän Paul Stirling. Stirling verlor nach 21 Runs sein Wicket und wurde durch Andy McBrine ersetzt. Porterfield schied nach 26 Runs aus und wurde durch Harry Tector gefolgt. McBrine mit 35 Runs und sein Nachfolger Curtis Campher mit 12 Runs unterstützten Tector in der Folge. Nach dem Ausscheiden von Campher kam es beim Stand von 157/4 zu Regenfällen die die Overzahl auf 36 verringerten und ihnen eine Vorgabe von 168 Runs setzten. Mit dem Verlust eines weiteren Wickets konnte dies Tector im 33. Over erzielen, wobei er selbst zu diesem Zeitpunkt ein Fifty über 54* Runs erzielt hatte. Bester west-indischer Bowler war Akeal Hosein mit 2 Wickets für 51 Runs. Als Spieler des Spiels wurde Andy McBrine ausgezeichnet.

### Drittes ODI in Kingston
| 16. Januar Scorecard | Kingston | West Indies 212 (44.4)       | – | Irland 214-8 (44.5) |
|                      |          | Irland gewinnt mit 2 Wickets |   |                     |

Irland gewann den Münzwurf und entschied sich als Feldmannschaft zu beginnen. Für die West Indies konnte Eröffnungs-Batter Shai Hope ein Half Century über 53 Runs erzielen, bis er sein Wicket verlor. Nachdem Roston Chase 19 Runs erreichte, etablierte sich Jason Holder. Romario Shepherd konnte an dessen Seite 13 Runs erzielen, bevor Holder nach 44 Runs ausschied. Ihm folgten Akeal Hosein mit 23 Runs und Odean Smith mit 20* Runs, was zu einer Vorgabe von 213 Runs führte. Beste Bowler für Irland waren Andy McBrine mit 4 Wickets für 28 Runs und Craig Young mit 3 Wickets für 43 Runs. In ihrer Antwort konnte Eröffnungs-Batter Paul Stirling zusammen mit dem dritten Schlagmann Andy McBrine eine Partnerschaft über 73 Runs erzielen. Stirling verlor sein Wicket nach 44 Runs und wurde durch Harry Tector ersetzt. McBrine schied nach einem Half-Century über 59 Runs aus und Tector konnte 52 Runs erzielen, bevor auch er sein Wicket verlor. Die verbliebenen batter konnten dann die Vorgabe fünf Over vor Ende einholen. Beste Bowler für die West Indies waren Roston Chase mit 3 Wickets für 44 Runs und Akeal Hosein mit 3 Wickets für 59 Runs. Als Spieler des Spiels wurde Andy McBrine ausgezeichnet.

## Twenty20 International in Kingston
| 16. Januar Scorecard | Kingston | West Indies | – | Irland |
|                      |          | Abgesagt    |   |        |

## Auszeichnungen

### Player of the Series
Als Player of the Series wurden der folgende Spieler ausgezeichnet.
| Serie   | Player of the Series |
| ------- | -------------------- |
| ODI     | Andy McBrine         |
| Tweny20 | –                    |

### Player of the Match
Als Player of the Match wurden die folgenden Spieler ausgezeichnet.
| Spiel       | Player of the Match |
| ----------- | ------------------- |
| 1. ODI      | Shamarh Brooks      |
| 2. ODI      | Andy McBrine        |
| 3. ODI      | Andy McBrine        |
| 1. Twenty20 | –                   |